# Ailtirí na hAiséirghe
Les Ailtirí na hAiséirghe (en français : Architectes de la résurrection) était un parti politique nationaliste radical et fasciste en Irlande, fondé par Gearóid Ó Cuinneagáin en mars 1942. Le parti a cherché à former un État corporatiste totalitaire irlandais et chrétien et ses sympathies étaient avec les puissances de l'Axe Rome-Berlin-Tokyo lors de la Seconde Guerre mondiale. C'était l'un des nombreux partis antisémitiques d'extrême droite mineurs en Irlande des années 1940, à l'instar du Parti de la réforme monétaire, qui n'a pas réussi à obtenir un succès général.

## Résultats
| Élection | Sièges  | ±               | Position | Voix  | %    |
| -------- | ------- | --------------- | -------- | ----- | ---- |
| 1943     | 0 / 144 | en augmentation | 7e       | 3,137 | 0.2% |
| 1944     | 0 / 144 | en augmentation | 7e       | 5,809 | 0.5% |
| 1948     | 0 / 144 | en diminution   | 8e       | 322   | 0.0% |